# Котинга бірюзова
Котинга бірюзова (Cotinga cayana) — вид горобцеподібних птахів родини Котингові (Cotingidae).

## Опис
Невелика пташка з яскравим бірюзово-синім оперенням. Як і для всіх котинг, для неї характерний статевий диморфізм; самці, як правило, дрібніші за самиць, відрізняються специфічною блакитним і ультрамариновим структурним забарвленням оперення. Її тулуб і голова переливаються всіма відтінками бірюзового, крила і хвіст чорні, а темно пурпурові блискучі пір'ячка, що прикрашають їхню шию, виблискують на сонці, як дорогоцінне намисто.
Забарвлення самиць буро-руде з плямистим і лускато-сірим або вохристим малюнком.

## Поширення
Населяють верхні яруси вологих тропічних лісів Бразилії, Венесуели, Французької Гвіани, Колумбії та Болівії, зазвичай на висоті до 600 метрів над рівнем моря. Тримаються вони зазвичай в кронах дерев групами або невеликими зграями.

## Спосіб життя
Ці яскраві пташки віддають перевагу фруктам і ягодам, часто зриваючи їх на льоту, і лише за рідкісним винятком доповнюють свій раціон дрібними комахами. Коли приходить час вибирати партнерів, самці розпластуються на горизонтальних гілках і починають посилено розмахувати крилами. Справа в тому, що вони зовсім не вміють співати і щоб отримати хоч якісь звуки, тим самим привертаючи увагу самиці, їм доводиться працювати крилами. Після спарювання самиці на верхівках дерев будують плоскі гнізда, які схожі на платформи. У кладці 1-2 яйця.